# 唐木貴央
唐木 貴央（とうのき たかお）は、日本の写真家。主に雑誌、写真集グラビア撮影を手掛ける。

## 略歴
兵庫県生まれ、東京育ち。日本写真芸術専門学校を経て根本好伸に師事。2002年に独立し個人事務所を開く。

## 主な作品

### 写真集
- 荒木宏文：「荒木宏文ファースト写真集」（学習研究社）
- 鈴木裕樹：「鈴木裕樹ファースト写真集」（学習研究社）
- 高樹千佳子：エッセイ「高樹千佳子の晴れに歌えば♪」（集英社）
- 瀬戸康史：「瀬戸康史ファースト写真集」（学習研究社）
- 中村優一：「優一」（学習研究社）
- 五十嵐隼士：「mirai」（ワニブックス）
- 杉崎美香：フォトエッセイ「君に届きますように」（ワニブックス）
- 里久鳴祐果：「R」（彩文館出版）
- 相沢友子：「Reimy」（ワニブックス）
- 中田有紀：「アキイロ」（ワニブックス）
- モーニング娘。・さくら組、おとめ組：「アロハロ!モーニング娘。さくら組&おとめ組写真集」（キッズネット・根本好伸、福岡諒嗣との共著）
- 後藤真希、石川梨華、藤本美貴：「青春ばかちん料理塾」&「17才～旅立ちのふたり」ビジュアルブック（講談社）
- 久住小春：「小春日記。」（ワニブックス）
- 大島麻衣：「勉強させていただきました!」（ワニブックス）
- 宮澤佐江：「宮澤佐江ファースト写真集『彼女』」（講談社）
- アイドリング!!!：「アイドリング!!! 1st水着写真集 『アイドリング!!! In 石垣島』」（スクウェア・エニックス）
- 新垣里沙「ASCENSION」（ワニブックス）
- 山岸理子「理子」（ワニブックス）
- 牧野真莉愛「María 18 años」「Maria19」「真莉愛 二十歳」（ワニブックス）
- 大和田南那：「りすたあと」（ワニブックス）
- 小片リサ：「オレンジの砂時計～リサ二十歳～」（ワニブックス）
- 北川莉央：「莉央 17th summer」「18's Vacation」（ワニブックス）
- 譜久村聖：「LAST SCENE」（ワニブックス）

### 雑誌
- ザテレビジョン（角川書店）
- フライデー (雑誌)（講談社）

他多数。